# Top Dance/Electronic Albums
Top Dance/Electronic Albums (або просто Dance/Electronic Albums)  — щотижневий чарт, що публікується американським журналом «Billboard» і визначає найпопулярніші альбоми в стилі електронік. Перший чарт вийшов 30 червня 2001, спочатку мав 15 позицій, але потім розширився до 25 позицій. Місце альбому в чарті визначається по його продажах, дані яких беруться з «Nielsen Soundscan». У чарті можуть брати участь альбоми, які мають схожість стилів з електронік (хаус, техно, транс), поп-денс, і хіп-хоп. А також ремікси та компіляційні альбоми (збірники).
Перший номер один отримав альбом саундтреків до фільму «Лара Крофт: Розкрадачка гробниць».